# Chiusano di San Domenico
Chiusano di San Domenico é uma comuna italiana da região da Campania, província de Avellino, com cerca de 2.490 habitantes. Estende-se por uma área de 24 km², tendo uma densidade populacional de 104 hab/km². Faz fronteira com Castelvetere sul Calore, Lapio, Parolise, Salza Irpina, San Mango sul Calore, Volturara Irpina.

## Demografia
| Variação demográfica do município entre 1861 e 2011                               |
|                                                                                   |
| Fonte: Istituto Nazionale di Statistica (ISTAT) - Elaboração gráfica da Wikipedia |